# Кризис одного года
Кризис одного года (кризис первого года жизни) — один из нормативных возрастных кризисов, завершающий младенческий период развития. Кризис не имеет чётких временных границ, примерная длительность — от нескольких месяцев до полутора лет. Длительность, выраженность и интенсивность протекания кризиса являются индивидуальными.
Согласно периодизации Д. Б. Эльконина, кризис одного года относится к числу «малых кризисов», то есть возникает на рубеже двух периодов (младенчества и раннего детства), относящихся к одной эпохе (эпоха раннего детства). Кризис одного года связан с противоречием между возрастными новообразованиями, возникшими в конце периода младенчества и социальной ситуацией развития младенческого возраста.

## Симптомы кризиса
В исследовании С. Ю. Мещериковой были отмечены следующие симптомы кризиса одного года:
- «Трудновоспитуемость» — ребёнок перестает слушаться, проявляет упрямство, настырность, требует повышенного внимания.
- Резкое увеличение положительных и отрицательных новоприобретений — ребёнок овладевает большим числом умений в игре и самообслуживании, проявляет попытки самостоятельных действий там, где раньше полностью подчинялся взрослому (купание, кормление), также начинает отказываться от выполнения обычных повседневных действий, которые раньше спокойно выполнял.
- Повышенная чувствительность к замечаниям взрослых — обидчивость, недовольство, агрессия.
- Повышенная капризность.

## Возрастные новообразования
К концу периода младенчества ребёнок обыкновенно уже умеет передвигаться в пространстве (ползать или ходить), понимать обращенную к нему речь, произносить первые слова, манипулировать с предметами, у него появляются аффективно заряженные представления, которые Л. И. Божович назвала «мотивирующими представлениями».

### Ходьба
Именно с появлением возможности автономно передвигаться в пространстве Л. С. Выготский связывает изменение отношения ребёнка к окружающему миру. Умение ходить совершенствуется, и ребёнок вскоре может передвигаться по всему доступному пространству, манипулировать всеми предметами, которые оказываются в зоне его доступа. Особую притягательность приобретают предметы, которыми пользуется взрослый человек. Ходьба или ползание позволяют ребёнку самостоятельно приблизиться к интересующему его объекту, не дожидаясь родительского сопровождения. Такое расширение возможностей ребёнка приводит к увеличению количества ситуаций, опасных для него, ситуаций, вызывающих беспокойство родителей. Как следствие, появляются запреты. Запрет или неудовлетворение желания вызывают дискомфорт, приводящий к сосредоточению ребёнка на состоянии стремления и ребёнок начинает «чувствовать» собственное желание, то есть происходит субъективация стремления. Однако запреты, адресованные годовалому ребёнку, редко достигают своей цели. Наиболее частым их результатом являются так называемые гипобулические реакции (Кречмер). Это тенденция, направленная против запретов. Эти реакции связаны с аффектами и волей и выражаются в форме протеста, а при неправильном воспитании перерастают в гипобулические припадки, когда происходит некоторая регрессия поведения: ребёнок падает на пол, начинает кричать и плакать, отказывается ходить (если уже умеет).

### Автономная речь
По мнению Л. С. Выготского, начало и конец кризиса одного года знаменуется появлением и исчезновением автономной речи. Л. С. Выготский считает автономную речь основным новообразованием кризиса одного года, которое исчезает в конце этого периода, уступая место социальной речи. Автономная речь отличается от обычной человеческой речи: 1) фонетически, 2) семантически (одно и то же «слово» автономной речи может иметь несколько разных смыслов, которые организованы по принципу комплексов), 3) она аграмматична, 4) она ситуативна (речь ребёнка понятна только близким людям, постоянно общающимся с ребёнком). Через этап автономной речи происходит переход от безъязычного к языковому общению. Её возникновение объясняется потребностью в общении, сформировавшейся в младенческом возрасте. Однако в период кризиса одного года непонимание со стороны взрослых, вызванное своеобразием детской речи также может вести к появлению гипобулических реакций. Л. С. Выготский считает, что именно возникновение автономной детской речи вызывает изменение отношения ребёнка к среде, а значит и переход к новой социальной ситуации развития.

### Мотивирующие представления
Л. И. Божович выделяла ещё одно важное новообразование, относящееся к началу второго года жизни ребёнка. Если до того ребёнок был полностью зависим от предметов, попадающих в поле его восприятия, то теперь он начинает действовать не только под влиянием непосредственных впечатлений, но также под влиянием образов, которые сохранились в его памяти. Л. И. Божович называет их мотивирующими представлениями. Они аффективно заряжены (привлекают ребёнка или отталкивают) и побуждают поведение ребёнка. Таким образом он действует уже не только и не столько под влиянием того, что он непосредственно видит в данный момент, сколько под влиянием собственных аффективно заряженных представлений, образов памяти. В частности, это означает, что ребёнка уже нельзя отвлечь от понравившегося ему предмета или действия простым переключением его внимания на что-то другое. Это ещё один источник гипобулических реакций.

### Представление о себе
Со второго полугодия жизни развитие манипулятивной деятельности приводит к тому что ребёнок начинает более четко воспринимать результаты своих действий и себя как действующее начало. Одним из показателей наличия образа себя у ребёнка является узнавание им себя в зеркале. В исследовании Н. Н. Авдеевой ребёнку незаметно ставили пятно краской на лбу или надевали ватную повязку на ухо. Если ребёнок поставленный в таком виде перед зеркалом пытался стереть пятно или снять повязку, то есть демонстрировал поведение направленное на себя, а не на свое отражение в зеркале, то делался вывод, что ребёнок узнал себя в зеркале. На качественные особенности образа себя влияет характер общения ребёнка со взрослым: опыт личностно-ориентированного общения со взрослым и наличие положительного эмоционального самоощущения приводят к успешному формированию устойчивого образа себя. Переживание ребёнком себя как действующего начала формируется как в общении со взрослым, так и в предметных действиях. Ребёнок переживает себя как активное действующее начало, в результате чего возникает характерное для кризиса одного года стремление самостоятельно совершать действия, копирующие поведение взрослого.

## Социальная ситуация развития
Все вышеперечисленные новообразования приводят к ещё одному крайне важному изменению в жизни ребёнка. В период кризиса одного года исчерпывает себя та социальная ситуация развития, которая сформировалась в младенческом возрасте. Если раньше взрослый был для ребёнка посредником в его взаимодействиях с миром, то теперь ребёнку уже не нужно это посредничество. Ребёнок хочет взаимодействовать с миром самостоятельно, то есть происходит своеобразная эмансипация от взрослого. Но без взрослого ребёнок не в состоянии освоить предметы человеческой культуры, их смысл. Поэтому к концу кризиса одного года и началу следующего периода — периода раннего детства — формируется новая социальная ситуация развития, в которой взрослый выступает не как посредник, а как помощник, носитель социальных способов действия с предметами, смыслов деятельности.

## Рекомендации родителям
В советской и российской психологии кризис описывается как позитивное явление в развитии ребёнка, связанное с существенными преобразованиями его личности и самосознания. Внешне заметными являются в основном негативные проявления кризиса, но при этом происходят глубокие качественные изменения. При этом кризис не является одномоментным явлением, это период, не имеющий четких временных границ, его длительность зависит в том числе от социальных условий, окружающих ребёнка, от его отношений со взрослым и готовности взрослого перестроить это отношение согласно изменившимся потребностям ребёнка.
Е. Н. Корнеева в своей книге «Детские капризы» советует родителям, чьи дети переживают кризис одного года, следующее:
- вместо чрезмерного количества запретов — организовать безопасную среду для ребёнка, которую он мог бы исследовать без угрозы для себя;
- вместо настаивания на своем и попыток заставить ребёнка слушаться — переключить его внимание на что-то другое;
- стать уже не посредником между ребёнком и миром, а помощником в его освоении: рассказывать и показывать, что можно делать с разными предметами;
- действовать не вместо ребёнка, а вместе с ним.